# 岂有此理
《岂有此理》为清代禁书，列于丁日昌的查禁书目；作者署名为空空主人，清乾隆时期人，生平不详。
全书分为天下、正义、历史、人生、金钱、文人、美味、夫妻、女人、神鬼、官吏、文化共十二个部分。